# Серф-Сіті (Північна Кароліна)
Серф-Сіті (англ. Surf City) — місто (англ. town) в США, в округах Пендер і Онслов штату Північна Кароліна. Населення — 3867 осіб (2020).

## Географія
Серф-Сіті розташований за координатами 34°26′5″ пн. ш. 77°33′57″ зх. д. / 34.43472° пн. ш. 77.56583° зх. д. (34.434632, -77.565793).  За даними Бюро перепису населення США в 2010 році місто мало площу 24,70 км², з яких 18,81 км² — суходіл та 5,89 км² — водойми.

## Демографія
Згідно з переписом 2010 року, у місті мешкали 1853 особи в 850 домогосподарствах у складі 506 родин. Густота населення становила 75 осіб/км².  Було 3312 помешкання (134/км²).
Расовий склад населення:
| - 95,8 % — білих - 1,2 % — азіатів - 0,9 % — чорних або афроамериканців - 0,2 % — вихідців з тихоокеанських островів - 0,2 % — корінних американців |

До двох чи більше рас належало 1,0 %. Частка іспаномовних становила 3,1 % від усіх жителів.
За віковим діапазоном населення розподілялося таким чином: 13,2 % — особи молодші 18 років, 69,9 % — особи у віці 18—64 років, 16,9 % — особи у віці 65 років та старші. Медіана віку мешканця становила 43,1 року. На 100 осіб жіночої статі у місті припадало 110,1 чоловіків;  на 100 жінок у віці від 18 років та старших — 113,1 чоловіків також старших 18 років.
Середній дохід на одне домашнє господарство  становив 79 622 долари США (медіана — 64 046), а середній дохід на одну сім'ю — 96 282 долари (медіана — 84 118). За межею бідності перебувало 17,4 % осіб, у тому числі 15,4 % дітей у віці до 18 років та 3,7 % осіб у віці 65 років та старших.
Цивільне працевлаштоване населення становило 1179 осіб. Основні галузі зайнятості: будівництво — 22,1 %, освіта, охорона здоров'я та соціальна допомога — 16,5 %, науковці, спеціалісти, менеджери — 12,2 %, роздрібна торгівля — 11,5 %.